# 二氢尿苷
二氢尿苷（英語：Dihydrouridine，或称为5,6-二氢尿嘧啶核苷，缩写D、DHU、UH2）是一种嘧啶类核苷，由核碱基5,6-二氢尿嘧啶与核糖通过C-N糖苷键连结而成，比常见的尿苷多了两个氢原子，使其嘧啶环上不存在碳碳双键，常见于rRNA和tRNA（D环），影响其RNA结构。

由腺嘌呤和二氢尿嘧啶组成的碱基互补配对（A:D）

由于二氢尿嘧啶没有5(6)处的双键，使得六元环不在一个平面上，D的存在扰乱了RNA螺旋与堆叠结构的稳定性。
许多在极低温度下生活的生物（嗜冷生物）的tRNA有着较高的5,6-二氢尿嘧啶的比例（比通常的大了40-70%），增加了tRNA在低于水的冰点下的柔韧性与适应性。